# Джандоменіко Бальдіссері
Джандоменіко Бальдіссері також відомий, як Джанні (італ. Giandomenico Baldisseri, 20 лютого 1938, Равенна, Емілія-Романья, Королівство Італія — 1985) — колишній італійський футболіст, грав на позиції воротаря.
Виступав, зокрема, за клуби «Чезена» і СПАЛ, а також олімпійську збірну Італії.

## Кар'єра гравця
Вихованець футбольного клубу «Червія», дебютував в основному складі клубу в 1952 році у віці чотирнадцяти років. В 1956 році перейшов до складу «Чезени» за два сезони в команді взяв участь у 50 матчах.
У 1958 році потрапив у поле зору клубу СПАЛ, який грав у Серії А , підписав контракт, і дебютував в основному складі 26 жовтня 1958 року в матчі проти «Болоньї», однак пропустив три м'ячі від Едзіо Паскутті, Джино Півателлі і Умберто Маскіо і був замінений по ходу гри. Після невдалого старту сезону потрапляв в основу лише у 8 матчах чемпіонату, і на наступний рік відправився в оренду спочатку в «Реджану», а потім у «Венецію», обидва клуби, на той момент, виступали в Серії B.
В 1962 році перейшов до складу клубу «Порденоне» із Серії С. Через 2 роки знову змінив клуб — ставши на ворота клубу «Риччоне» в якому провів 2 сезони.
Пізніше пробував свої сили в «Чезені» і «Імоле». Закінчив кар'єру футболіста в 1972 році в клубі «Чезенатіко» грав у Серії D.
Всього за кар'єру провів 16 матчів в Серії А і 61 матч у Серії B.
Передчасно помер на 48 році життя у 1985 році. Іменем Джандоменіко Бальдиссері названа площа перед головним стадіоном у місті Червія, на якому він починав займатися футболом.

## Виступи за збірну
У складі збірної був учасником футбольного турніру на Олімпійських іграх 1960 року в Римі, на якому італійцям довелося задовольнитися четвертим місцем. Джандоменіко на турнірі стояв на воротах у двох поєдинках.